# Habronestes striatipes
Habronestes striatipes là một loài nhện trong họ Zodariidae.
Loài này thuộc chi Habronestes. Habronestes striatipes được Ludwig Carl Christian Koch miêu tả năm 1872.